# Brasil no Campeonato Mundial de Esportes Aquáticos
O Brasil conquistou no Campeonato Mundial de Esportes Aquáticos de piscina longa e de piscina curta, até a edição de 2019, as seguintes medalhas:

## Medalhas
Atualizado até o Mundial de 2024. Resultados do Mundial de Piscina Longa (50m).
Natação - Piscina Longa (50 m)
| Medalha           | Nome                                                               | Ano                   | Prova             |
| ----------------- | ------------------------------------------------------------------ | --------------------- | ----------------- |
| Medalha de bronze | Rômulo Arantes                                                     | Berlim Ocidental 1978 | 100 m costas      |
| Medalha de ouro   | Ricardo Prado                                                      | Guayaquil 1982        | 400 m medley      |
| Medalha de bronze | Gustavo Borges                                                     | Roma 1994             | 100 m livres      |
| Medalha de bronze | André Teixeira, Fernando Scherer, Gustavo Borges, Teófilo Ferreira | Roma 1994             | Rev.4x100 m livre |
| Medalha de ouro   | César Cielo                                                        | Roma 2009             | 50 m livre        |
| Medalha de ouro   | César Cielo                                                        | Roma 2009             | 100 m livre       |
| Medalha de prata  | Felipe França                                                      | Roma 2009             | 50 m peito        |
| Medalha de ouro   | César Cielo                                                        | Shanghai 2011         | 50 m livre        |
| Medalha de ouro   | César Cielo                                                        | Shanghai 2011         | 50 m borboleta    |
| Medalha de ouro   | Felipe França                                                      | Shanghai 2011         | 50 m peito        |
| Medalha de ouro   | César Cielo                                                        | Barcelona 2013        | 50 m livre        |
| Medalha de ouro   | César Cielo                                                        | Barcelona 2013        | 50 m borboleta    |
| Medalha de bronze | Felipe Lima                                                        | Barcelona 2013        | 100 m peito       |
| Medalha de bronze | Thiago Pereira                                                     | Barcelona 2013        | 200 m medley      |
| Medalha de bronze | Thiago Pereira                                                     | Barcelona 2013        | 400 m medley      |
| Medalha de prata  | Nicholas Santos                                                    | Kazan 2015            | 50 m borboleta    |
| Medalha de prata  | Thiago Pereira                                                     | Kazan 2015            | 200 m medley      |
| Medalha de prata  | Etiene Medeiros                                                    | Kazan 2015            | 50 m costas       |
| Medalha de bronze | Bruno Fratus                                                       | Kazan 2015            | 50 m livre        |
| Medalha de ouro   | Etiene Medeiros                                                    | Budapeste 2017        | 50 m costas       |
| Medalha de prata  | Marcelo Chierighini, César Cielo, Bruno Fratus, Gabriel Santos     | Budapeste 2017        | Rev.4x100 m livre |
| Medalha de prata  | Nicholas Santos                                                    | Budapeste 2017        | 50 m borboleta    |
| Medalha de prata  | João Gomes Júnior                                                  | Budapeste 2017        | 50 m peito        |
| Medalha de prata  | Bruno Fratus                                                       | Budapeste 2017        | 50 m livre        |
| Medalha de prata  | Felipe Lima                                                        | Gwangju 2019          | 50 m peito        |
| Medalha de prata  | Etiene Medeiros                                                    | Gwangju 2019          | 50 m costas       |
| Medalha de prata  | Bruno Fratus                                                       | Gwangju 2019          | 50 m livre        |
| Medalha de bronze | Nicholas Santos                                                    | Gwangju 2019          | 50 m borboleta    |
| Medalha de bronze | João Gomes Júnior                                                  | Gwangju 2019          | 50 m peito        |
| Medalha de prata  | Nicholas Santos                                                    | Budapeste 2022        | 50 m borboleta    |
| Medalha de bronze | Guilherme Costa                                                    | Budapeste 2022        | 400 m livre       |

Maratona Aquática (águas abertas)
Atualizado até o Mundial de 2024. 
| Medalha           | Nome                                                | Ano            | Prova |
| ----------------- | --------------------------------------------------- | -------------- | ----- |
| Medalha de bronze | Poliana Okimoto                                     | Roma 2009      | 5 km  |
| Medalha de ouro   | Ana Marcela Cunha                                   | Shanghai 2011  | 25 km |
| Medalha de ouro   | Poliana Okimoto                                     | Barcelona 2013 | 10 km |
| Medalha de prata  | Ana Marcela Cunha                                   | Barcelona 2013 | 10 km |
| Medalha de prata  | Poliana Okimoto                                     | Barcelona 2013 | 5 km  |
| Medalha de bronze | Ana Marcela Cunha                                   | Barcelona 2013 | 5 km  |
| Medalha de bronze | Allan do Carmo, Samuel de Bona, Poliana Okimoto     | Barcelona 2013 | Time  |
| Medalha de ouro   | Ana Marcela Cunha                                   | Kazan 2015     | 25 km |
| Medalha de prata  | Allan do Carmo, Diogo Villarinho, Ana Marcela Cunha | Kazan 2015     | Time  |
| Medalha de bronze | Ana Marcela Cunha                                   | Kazan 2015     | 10 km |
| Medalha de ouro   | Ana Marcela Cunha                                   | Budapeste 2017 | 25 km |
| Medalha de bronze | Ana Marcela Cunha                                   | Budapeste 2017 | 5 km  |
| Medalha de bronze | Ana Marcela Cunha                                   | Budapeste 2017 | 10 km |
| Medalha de ouro   | Ana Marcela Cunha                                   | Gwangju 2019   | 5 km  |
| Medalha de ouro   | Ana Marcela Cunha                                   | Gwangju 2019   | 25 km |
| Medalha de ouro   | Ana Marcela Cunha                                   | Budapeste 2022 | 5 km  |
| Medalha de ouro   | Ana Marcela Cunha                                   | Budapeste 2022 | 25 km |
| Medalha de bronze | Ana Marcela Cunha                                   | Budapeste 2022 | 10 km |
| Medalha de bronze | Ana Marcela Cunha                                   | Fukuoka 2023   | 5 km  |
| Medalha de bronze | Ana Marcela Cunha                                   | Doha 2024      | 5 km  |

Piscina Curta (25 m)
Atualizado até o Mundial de Piscina Curta de 2022. 
- Palma de Mallorca 1993 – Ouro – 4x100m livre
- Palma de Mallorca 1993 – Ouro – 100m livre
- Palma de Mallorca 1993 – Prata – 100m livre
- Palma de Mallorca 1993 – Bronze – 4x200m livre
- Rio de Janeiro 1995 – Ouro – 100m livre
- Rio de Janeiro 1995 – Ouro – 200m livre
- Rio de Janeiro 1995 – Ouro – 4x100m livre
- Rio de Janeiro 1995 – Prata – 50m livre
- Rio de Janeiro 1995 – Ouro – 100m livre
- Rio de Janeiro 1995 – Bronze – 4x200m livre
- Gotemburgo 1997 – Ouro – 200m livre
- Gotemburgo 1997 – Prata – 100m livre
- Hong Kong 1999 - nenhuma medalha conquistada
- Atenas 2000 - nenhuma medalha conquistada
- Moscou 2002 – Prata – 200m livre
- Moscou 2002 – Bronze – 50m peito
- Indianápolis 2004 – Ouro - 200m medley
- Indianápolis 2004 – Prata – 4x100m livre
- Indianápolis 2004 – Bronze – 50m livre
- Indianápolis 2004 – Bronze - 100m medley
- Indianápolis 2004 – Bronze – 4x200m livre
- Xangai 2006 – Ouro – 100m borboleta
- Xangai 2006 – Bronze – 50m borboleta
- Manchester 2008 - nenhuma medalha conquistada
- Dubai 2010 - Ouro - 50m livre masc.
- Dubai 2010 - Ouro - 100m livre masc.
- Dubai 2010 - Ouro - 50m peito masc.
- Dubai 2010 - Prata - 200m borboleta masc.
- Dubai 2010 - Bronze - 100m borboleta masc.
- Dubai 2010 - Bronze - 50m peito masc.
- Dubai 2010 - Bronze - 4x100m livre masc.
- Dubai 2010 - Bronze - 4x100m medley masc.
- Istambul 2012 - Ouro - 50m borboleta masc.
- Istambul 2012 - Bronze - 100m costas masc.
- Doha 2014 - Ouro - 100m livre masc.
- Doha 2014 - Ouro - 50m peito masc.
- Doha 2014 - Ouro - 100m peito masc.
- Doha 2014 - Ouro - 4x50 m medley masc.
- Doha 2014 - Ouro - 4x100 m medley masc.
- Doha 2014 - Ouro - 50m costas fem.
- Doha 2014 - Ouro - 4x50 m medley misto
- Doha 2014 - Prata - 50m borboleta masc.
- Doha 2014 - Bronze - 50m livre masc.
- Doha 2014 - Bronze - 4x50 m livre misto
- Windsor 2016 - Ouro - 50m costas fem.
- Windsor 2016 - Prata - 4x50 m medley misto
- Windsor 2016 - Bronze - 50m peito masc.
- Hangzhou 2018 - Ouro - 50m borboleta masc.
- Hangzhou 2018 - Ouro - 4x200m livre masc.
- Hangzhou 2018 - Bronze - 50m peito masc.
- Hangzhou 2018 - Bronze - 400m medley masc.
- Hangzhou 2018 - Bronze - 4x100m livre masc.
- Hangzhou 2018 - Bronze - 4x50m medley masc.
- Hangzhou 2018 - Bronze - 50m livre fem.
- Hangzhou 2018 - Bronze - 100m borboleta fem.
- Abu Dhabi 2021 - Ouro - 50m borboleta masc.
- Abu Dhabi 2021 - Bronze - 4x200m livre masc.
- Abu Dhabi 2021 - Bronze - 50m peito masc.
- Melbourne 2022 - Ouro - 50m borboleta masc.

## Melhores Colocações

### Natação
Atualizado até o Mundial de 2024. Resultados do Mundial de Piscina Longa (50m).
| Prova                                  | Ouro | Prata | Bronze | Total | Melhor posição        |
| -------------------------------------- | ---- | ----- | ------ | ----- | --------------------- |
| 50 m livre masculino                   | 3    | 2     | 1      | 6     | (2009, 2011, 2013)    |
| 100 m livre masculino                  | 1    | 0     | 1      | 2     | (2009)                |
| 200 m livre masculino                  | 0    | 0     | 0      | 0     | 8º (1998, 2024)       |
| 400 m livre masculino                  | 0    | 0     | 1      | 1     | (2022)                |
| 800 m livre masculino                  | 0    | 0     | 0      | 0     | 5º (2022)             |
| 1500 m livre masculino                 | 0    | 0     | 0      | 0     | 6º (1998, 2022)       |
| 50 m costas masculino                  | 0    | 0     | 0      | 0     | 6º (2013)             |
| 100 m costas masculino                 | 0    | 0     | 1      | 1     | (1978)                |
| 200 m costas masculino                 | 0    | 0     | 0      | 0     | 8º (1982)             |
| 50 m peito masculino                   | 1    | 3     | 1      | 5     | (2011)                |
| 100 m peito masculino                  | 0    | 0     | 1      | 1     | (2013)                |
| 200 m peito masculino                  | 0    | 0     | 0      | 0     | 7º (2009)             |
| 50 m borboleta masculino               | 2    | 3     | 1      | 6     | (2011, 2013)          |
| 100 m borboleta masculino              | 0    | 0     | 0      | 0     | 7º (2005)             |
| 200 m borboleta masculino              | 0    | 0     | 0      | 0     | 4º (1982, 2009)       |
| 200 m medley masculino                 | 0    | 1     | 1      | 2     | (2015)                |
| 400 m medley masculino                 | 1    | 0     | 1      | 2     | (1982)                |
| Revezamento 4 × 100 m livre masculino  | 0    | 1     | 1      | 2     | (2017)                |
| Revezamento 4 × 200 m livre masculino  | 0    | 0     | 0      | 0     | 4º (2022)             |
| Revezamento 4 × 100 m medley masculino | 0    | 0     | 0      | 0     | 4º (2009)             |
| 50 m livre feminino                    | 0    | 0     | 0      | 0     | 12º (2005)            |
| 100 m livre feminino                   | 0    | 0     | 0      | 0     | 6º (2024)             |
| 200 m livre feminino                   | 0    | 0     | 0      | 0     | 5º (2024)             |
| 400 m livre feminino                   | 0    | 0     | 0      | 0     | 4º (2024)             |
| 800 m livre feminino                   | 0    | 0     | 0      | 0     | 8º (2022)             |
| 1500 m livre feminino                  | 0    | 0     | 0      | 0     | 6º (2022)             |
| 50 m costas feminino                   | 1    | 2     | 0      | 3     | (2017)                |
| 100 m costas feminino                  | 0    | 0     | 0      | 0     | 9º (2015)             |
| 200 m costas feminino                  | 0    | 0     | 0      | 0     | 16º (1998)            |
| 50 m peito feminino                    | 0    | 0     | 0      | 0     | 8º (2022)             |
| 100 m peito feminino                   | 0    | 0     | 0      | 0     | 16º (1973)            |
| 200 m peito feminino                   | 0    | 0     | 0      | 0     | 7º (2024)             |
| 50 m borboleta feminino                | 0    | 0     | 0      | 0     | 8º (2009)             |
| 100 m borboleta feminino               | 0    | 0     | 0      | 0     | 5º (2009)             |
| 200 m borboleta feminino               | 0    | 0     | 0      | 0     | 16º (2013, 2015)      |
| 200 m medley feminino                  | 0    | 0     | 0      | 0     | 10º (2005, 2017)      |
| 400 m medley feminino                  | 0    | 0     | 0      | 0     | 11º (1978, 2017)      |
| Revezamento 4 × 100 m livre feminino   | 0    | 0     | 0      | 0     | 6º (2022, 2024)       |
| Revezamento 4 × 200 m livre feminino   | 0    | 0     | 0      | 0     | 4º (2024)             |
| Revezamento 4 × 100 m medley feminino  | 0    | 0     | 0      | 0     | 8º (2009)             |
| Revezamento 4 × 100 m livre misto      | 0    | 0     | 0      | 0     | 6º (2015, 2022, 2023) |
| Revezamento 4 × 100 m medley misto     | 0    | 0     | 0      | 0     | 9º (2015, 2022)       |

### Maratona Aquática (águas abertas)
Atualizado até o Mundial de 2024.
| Prova           | Ouro | Prata | Bronze | Total | Melhor posição                 |
| --------------- | ---- | ----- | ------ | ----- | ------------------------------ |
| 5 km masculino  | 0    | 0     | 0      | 0     | 5º (2017)                      |
| 10 km masculino | 0    | 0     | 0      | 0     | 7º (2013)                      |
| 25 km masculino | 0    | 0     | 0      | 0     | 5º (2013)                      |
| 5 km feminino   | 2    | 1     | 3      | 6     | (2019, 2022)                   |
| 10 km feminino  | 1    | 1     | 3      | 5     | (2013)                         |
| 25 km feminino  | 5    | 0     | 0      | 5     | (2011, 2015, 2017, 2019, 2022) |
| Time misto 5 km | 0    | 1     | 1      | 2     | (2015)                         |

### Saltos Ornamentais
| Prova                                  | Ouro | Prata | Bronze | Total | Melhor posição |
| -------------------------------------- | ---- | ----- | ------ | ----- | -------------- |
| Trampolim 1 m masculino                | 0    | 0     | 0      | 0     | 10º (2003)     |
| Trampolim 3 m masculino                | 0    | 0     | 0      | 0     | 5º (2009)      |
| Plataforma 10 m masculino              | 0    | 0     | 0      | 0     | 9º (2023)      |
| Trampolim 3 m Sincronizado masculino   | 0    | 0     | 0      | 0     | 8º (2005)      |
| Plataforma 10 m Sincronizado masculino | 0    | 0     | 0      | 0     | 9º (2022)      |
| Trampolim 1 m feminino                 | 0    | 0     | 0      | 0     | 8º (2005)      |
| Trampolim 3 m feminino                 | 0    | 0     | 0      | 0     | 14º (2022)     |
| Plataforma 10 m feminino               | 0    | 0     | 0      | 0     | 4º (2022)      |
| Trampolim 3 m Sincronizado feminino    | 0    | 0     | 0      | 0     | 10º (2022)     |
| Plataforma 10 m Sincronizado feminino  | 0    | 0     | 0      | 0     | 15º (2015)     |
| Trampolim 3 m Sincronizado misto       | 0    | 0     | 0      | 0     | 12º (2022)     |
| Plataforma 10 m Sincronizado misto     | 0    | 0     | 0      | 0     | 8º (2019)      |

### Pólo aquático
Atualizado até o Mundial de 2024.
| Prova     | Ouro | Prata | Bronze | Total | Melhor posição |
| --------- | ---- | ----- | ------ | ----- | -------------- |
| Masculino | 0    | 0     | 0      | 0     | 10º (2015)     |
| Feminino  | 0    | 0     | 0      | 0     | 8º (1991)      |

## Finais
Abaixo, uma lista com o desempenho do país no Campeonato Mundial:

### Roma (ITA) - 2009
Finais
- 1º lugar - 50m livre - César Cielo
- 1º lugar - 100m livre - César Cielo
- 2º lugar - 50m peito - Felipe França
- 4º lugar - 4x100m livre masculino (César Cielo, Guilherme Roth, Fernando Silva e Nicolas Oliveira)
- 4º lugar - 200m borboleta - Kaio Márcio
- 4º lugar - 200m medley - Thiago Pereira
- 4º lugar - 400m medley - Thiago Pereira
- 4º lugar - 4x100m medley (Guilherme Guido, Henrique Barbosa, Gabriel Mangabeira e César Cielo)
- 5º lugar - 50m borboleta - Nicholas Santos
- 5º lugar - 100m borboleta - Gabriella Silva
- 7º lugar - 50m peito - João Júnior
- 8º lugar - 50m costas - Fabíola Molina
- 8º lugar - 50m borboleta - Daynara de Paula
- 8º lugar - 100m livre - Nicolas Oliveira
- 8º lugar - 100m peito - Henrique Barbosa
- 8º lugar - 100m borboleta - Gabriel Mangabeira
- 8º lugar - 200m peito - Henrique Barbosa
- 8º lugar - 4x100m medley (Fabíola Molina, Carolina Mussi, Gabriella Silva e Tatiana Lemos)

### Melbourne (AUS) - 2007
8 recordes brasileiros e sul-americanos
Finais
- 4º lugar - Thiago Pereira – 200m medley
- 4º lugar - César Cielo – 100m livre
- 6º lugar – César Cielo – 50m livre
- 8º lugar - 4x100m livre masculino (César Cielo, Nicolas Oliveira, Eduardo Deboni e Rodrigo Castro)

### Montreal (CAN) - 2005
1 recorde brasileiro e sul-americano
Finais
- 5º lugar - Fernando Scherer – 50m borboleta
- 7º lugar - Kaio Márcio – 100m borboleta

### Barcelona (ESP) - 2003
5 recordes brasileiros e sul-americanos e dois brasileiros
Finais
- 8º lugar - Fernando Scherer – 50m livre

### Fukuoka (JAP) - 2001
3 recordes brasileiros e sul-americanos
Finais
- 8º lugar – Nayara Ribeiro – 1500m livre
- 4x100m livre masculino – foi desclassificado na final

### Perth (AUS) - 1998
4 recordes brasileiros e sul-americanos
Finais
- 5º Gustavo Borges – 100m livre
- 6º 4x100m livre (Fernando Scherer, Edvaldo Valério, André Cordeiro e Gustavo Borges)
- 6º Luiz Lima – 1500m livre
- 8º Gustavo Borges – 200m livre
- 8º Fernando Scherer – 50m livre